# Josephine Platner Shear

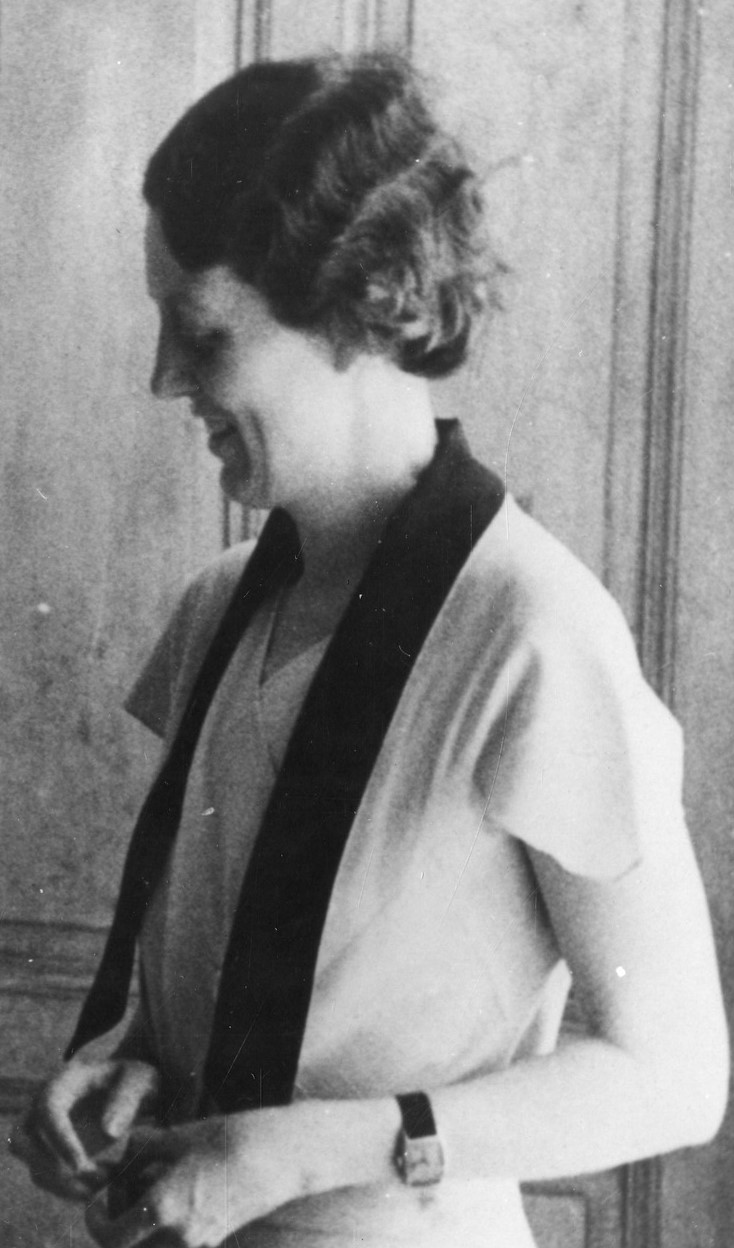
Josephine Platner Shear (1936)

Josephine Platner Shear (* 3. Juli 1901 in Omaha, Nebraska; † 11. Februar 1967 in Princeton, New Jersey) war eine amerikanische Klassische Archäologin.
Josephine Platner studierte am Wellesley College (A.B. 1924) und an der Columbia University (A.M. 1928). 1927 bis 1929 und 1931 bis 1939 war sie Mitglied, 1939/40 Fellow der American School of Classical Studies at Athens. 1929 bis 1931 nahm sie an den Grabungen in Korinth teil. 1931 heiratete sie den Archäologen Theodore Leslie Shear (1880–1945), der von 1925 bis 1931 die Grabungen in Korinth leitete und 1931 die Ausgrabungen auf der Agora von Athen begann. Bei der Agoragrabung war sie viele Jahre für die Konservierung und Bearbeitung der Fundmünzen tätig.
Nach dem Tode ihres Mannes 1945 lebte sie weiter in Princeton und heiratete 1955 in zweiter Ehe Floyd C. Harwood.

## Veröffentlichungen (Auswahl)
- Out of the Tombs at Corinth. In: Art & Archaeology 29, 1930, S. 195–202. 257–286.
- Tomb Excavations at Corinth, 1930. In: Art & Archaeology 31, 1931, S. 153–160. 225–234.
- The Coins of Athens. In: Hesperia 2, 1933, S. 231–278.
- Athenian Imperial Coinage. In: Hesperia 5, 1936, S. 285–332 (Volltext).